# 田聪明
田聪明（1943年5月—2017年12月26日），男，陕西府谷人，中国共产党及中华人民共和国官员，中华全国新闻工作者协会第七届、八届理事会主席，新华通讯社社长、党组书记。

## 生平
1943年5月生于陕西省府谷县。自幼家境贫寒、四处流浪，后丧父，由其母抚养长大。1949年冬，在土默特右旗竹拉沁村进入神父办的学校学习。几经失学又复读。1965年考入北京师范大学政教系。在校期间，1965年12月加入中国共产党。他还担任学生会宣传工作，并且是政教系团组织的宣传干部。1970年大学毕业。
大学毕业后他主动要求到内蒙古自治区基层工作。1972年5月任内蒙古自治区巴彦淖尔盟政治部宣传组干事。1975年11月起，历任新华社内蒙古分社记者、办公室代理主任、农牧组组长。1980年3月起，历任中共内蒙古自治区委办公厅秘书、政策研究室副主任，自治区党委研究室副主任。1983年3月，任中共内蒙古自治区委常委兼秘书长、机关党委书记。1984年12月，任中共内蒙古自治区委副书记。1988年12月，任中共西藏自治区委副书记。1990年12月，任广播电影电视部副部长、党组成员兼机关党委书记。1994年5月，任广播电影电视部副部长、党组副书记兼机关党委书记。1998年3月，任国家广播电影电视总局局长、党组书记。2000年6月,任新华社社长、党组书记。2006年10月，当选为中华全国新闻工作者协会理事会主席，连任第七届、八届理事会主席。2016年11月卸任主席后，被推举为名誉主席。
田聪明是中共十四大、十五大、十六大、十七大代表，第十六届中央委员会委员，第十四届、十五届中央纪律检查委员会委员，政协第十一届全国委员会常务委员、民族和宗教委员会主任。
2017年12月26日，田聪明在北京医院病逝，享年74岁。